# Molson Indy Toronto 1994
Molson Indy Toronto 1994 var ett race som var den nionde deltävlingen i PPG IndyCar World Series 1994. Racet kördes den 17 juli på Exhibition Place i centrala Toronto i Kanada. Michael Andretti var redan en trefaldig vinnare på banan, och tog sin och Chip Ganassi Racings andra seger för säsongen, vilket i sin tur spräckte Marlboro Team Penskes suveräna svit på sju raka vinster. Mästerskapsledande Al Unser Jr. bröt med ett motorhaveri redan på det tredje varvet, vilket gjorde att loppets trea Emerson Fittipaldi närmade sig i mästerskapet. Bobby Rahal var tävlings tvåa. Andretti gick med sin vinst upp på en sammanlagd tredjeplats, dock med mer än två race poängskörd att ta in på Unser.

## Slutresultat
| Plats | Förare                 | Team                     | Grid | Kvaltid  |
| ----- | ---------------------- | ------------------------ | ---- | -------- |
| 1     | Michael Andretti       | Chip Ganassi Racing      | 6    | 58,774   |
| 2     | Bobby Rahal            | Rahal-Hogan Racing       | 9    | 59,219   |
| 3     | Emerson Fittipaldi     | Marlboro Team Penske     | 4    | 58,715   |
| 4     | Mario Andretti         | Newman/Haas Racing       | 10   | 59,314   |
| 5     | Paul Tracy             | Marlboro Team Penske     | 5    | 58,738   |
| 6     | Robby Gordon           | Walker Racing            | 1    | 58,154   |
| 7     | Andrea Montermini      | Budweiser King Racing    | 13   | 59,522   |
| 8     | Teo Fabi               | Jim Hall Racing          | 12   | 59,397   |
| 9     | Jacques Villeneuve     | Forsythe/Green Racing    | 15   | 59,570   |
| 10    | Scott Goodyear         | Budweiser King Racing    | 18   | 59,772   |
| 11    | Dominic Dobson         | PacWest Racing           | 16   | 59,643   |
| 12    | Raul Boesel            | Dick Simon Racing        | 17   | 59,694   |
| 13    | Adrián Fernández       | Galles Racing            | 11   | 59,332   |
| 14    | Stefan Johansson       | Bettenhausen Motorsports | 7    | 59,130   |
| 15    | Marco Greco            | Arciero Racing           | 21   | 59,879   |
| 16    | Scott Sharp            | PacWest Racing           | 20   | 59,857   |
| 17    | Alessandro Zampedri    | Dale Coyne Racing        | 25   | 1.00,356 |
| 18    | Hiro Matsushita        | Dick Simon Racing        | 29   | 1.01,804 |
| 19    | Ross Bentley           | Dale Coyne Racing        | 30   | 1.02,228 |
| 20    | Maurício Gugelmin      | Chip Ganassi Racing      | 14   | 59,550   |
| 21    | Willy T. Ribbs         | Walker Racing            | 27   | 1.00,872 |
| 22    | Mike Groff             | Rahal-Hogan Racing       | 19   | 59,829   |
| 23    | Nigel Mansell          | Newman/Haas Racing       | 2    | 58,295   |
| 24    | Claude Bourbonnais     | McCormack Motorsports    | 26   | 1.00,782 |
| 25    | Jimmy Vasser           | Hayhoe Racing            | 8    | 59,141   |
| 26    | Domenico Schiattarella | Project Indy             | 23   | 1.00,109 |
| 27    | Parker Johnstone       | Comptech Racing          | 28   | 1.01,128 |
| 28    | Jeff Wood              | Euromotorsport           | 31   | 1.07,805 |
| 29    | Al Unser Jr.           | Marlboro Team Penske     | 3    | 58,486   |
| 30    | Mark Smith             | Walker Racing            | 22   | 1.00,064 |
| 31    | Arie Luyendyk          | Indy Regency Racing      | 24   | 1.00,199 |

Följande förare missade att kvala in:
- Bryan Herta (skada)
- Buddy Lazier